# Una città
Una città - mensile di interviste è una rivista politica italiana, con periodicità mensile, fondata nel 1991 a Forlì e diffusa esclusivamente per abbonamento.

## Storia
La rivista è stata fondata nel 1991 da una cooperativa di ex militanti di sinistra (quattro dei quali di Lotta Continua). La linea politica del mensile è, dichiaratamente, "libertaria, cooperativista e internazionalista". Il formato è di 56 cm, il cosiddetto "formato lenzuolo" (broadsheet) che permette un'impaginazione mobile e il ricorso a immagini fotografiche di grande formato. La rivista, totalmente autofinanziata, non contiene pubblicità per scelta editoriale. Vengono pubblicati 10 numeri l'anno. La diffusione avviene esclusivamente per abbonamento; sono distribuite circa 1500 copie con diffusione omogenea in tutta Italia.
Il contenuto della rivista è costituito, sin dal primo numero, esclusivamente da interviste. Le interviste sono di solito lunghe e articolate e spaziano sui temi sociali più vari (politica interna ed estera, cultura, economia, costume, società). I testi sono integrati da immagini fotografiche in bianco e nero di grande formato. Gli intervistati possono essere personalità della cultura e della politica, esperti, operatori sociali, o semplici cittadini, per occuparsi anche della quotidianità e della complessità dei problemi sociali. Vengono anche ricordate figure rilevanti del passato ora dimenticate, e organizzati eventi su fatti specifici.
Come supplemento a Una città i volumi della collana i Quaderni dell'altra tradizione, il primo dei quali è stato dedicato a Nicola Chiaromonte.
Così venne descritta la rivista nel 1997 da Gianni Sofri sull'Unità: «Ormai non è più una sconosciuta cenerentola Una città, la rivista pubblicata a Forlì; a sei anni dal suo esordio si è meritatamente affermata a livello nazionale con la sua capacità di arrivare al cuore di tanti problemi politici, etici, culturali, in maniera coraggiosa e priva di pregiudizi ideologici, ma anche in tono pacato e colloquiale. Grazia Cherchi si era innamorata di questa rivista "Così viva e libera", e con lei Alex Langer, che ne fu un grande sostenitore». Marino Sinibaldi la definisce "una bella rivista di Forlì...che da più di venti anni prova a riprendere questo e altri fili dispersi della nostra storia" 

## Gli intervistati
Dalla sua creazione "Una città" ha realizzato oltre mille interviste. Ecco alcuni degli intervistati "celebri":
- Georges Bensoussan
- David Bidussa
- Marco Boato
- Pier Cesare Bori
- Marco Berlinguer
- Luigi Bobbio
- Stephen Bronner
- Vittorio Foa
- Goffredo Fofi
- Eric Foner
- Luciano Gallino
- Natale Graziani
- Jeff Halper
- Giovanni Jervis
- Farhad Khosrokhavar
- Gary LaFree
- Giuseppe Laterza
- Jean-Christophe Le Duigou
- Luigi Manconi
- Valerio Pocar
- Farian Sabahi
- Don Alessandro Santoro
- Franco Toscani
- Nadia Urbinati
- Dominique Vidal
- Pierre Vidal-Naquet
- Michel Wieviorka

L'Espresso n. 25 del 2010, nella sezione cultura, ha dedicato alla rivista un articolo di Gigi Riva: "Utopia in redazione". Dice l'Espresso che «"Una città" fa parlare i grandi filosofi ma anche le badanti».